# 馬姆林
50°18′45″N 29°1′29″E / 50.31250°N 29.02472°E
馬姆林（烏克蘭語：Мамрин）是烏克蘭北部的村莊，隸屬日托米爾州的日托米爾區。該村始建於1900年，面積0.64平方公里，海拔高度195米，2001年人口346，人口密度每平方公里544.88人。